# Castello Bonoris
Il castello Bonoris è una struttura fortificata situata nel comune di Montichiari, in provincia di Brescia.

## Storia
Le prime notizie circa una struttura fortificata posta sul colle San Pancrazio di Montichiari risalgono attorno all'anno mille, quando sul sedime occupato dall'odierno castello s'erigeva una rocca, divenuta negli anni di primaria importanza per la difesa del territorio e della sua popolazione. In data 23 aprile 1167, i conti Longhi concedettero agli abitanti i diritti feudali su metà del loro contado, gettando in tal modo le basi che diedero successivamente origine al comune; mentre nel 1168, la fortificazione fu rasa al suolo.
Nel corso dei secoli perse la sua funzione difensiva e subì devastazioni e saccheggi. A fine Ottocento il comune vendette l'area su cui sorgevano le rovine della fortificazione. La ricca famiglia Bonoris divenne proprietaria dell'area: il nobile Gaetano Bonoris ne entrò in possesso il 20 aprile del 1890 sottoscrivendo con il comune un impegno per la riedificazione del maniero, che egli volle imponente in stile neogotico e con un ampio parco, sul modello dei castelli valdostani e piemontesi. Il progetto fu inizialmente affidato all'architetto Antonio Tagliaferri, il quale ne elaborò una fedele ricostruzione del precedente aggiungendovi, al contempo, elementi e spunti voluti da Bonoris ispiratigli dalla rocca medievale di Torino, edificata per l'Esposizione generale italiana del 1884. A causa delle numerose modifiche e delle subitanee richieste del committente, Antonio Tagliaferri abbandonò l'impresa. Bonoris si rivolse dunque al nipote di Antonio, Giovanni Tagliaferri, per poter proseguire il progetto, tuttavia senza seguito; infine, per mezzo dell'esperienza di Alfredo d'Andrade, giunse a confidare nel lavoro congiunto di Carlo Melchiotti e Giuseppe Rollini, il primo per la struttura, mentre il secondo per le decorazioni. I due si misero all'opera e, sulla base del progetto di Tagliaferri, applicandovi le modifiche desiderate da Bonoris, pervennero a concludere i lavori nel 1900. Nel corso dei lavori furono ritrovate alcune monete risalenti alla dominazione dei Malatesta. Per quanto concerne la parte decorativa e pittorica curata da Rollini, egli realizzò i dipinti del XV secolo impiegando i cartoni usati a Torino, principalmente quelli del castello della Manta, mentre mobilio e arredamenti furono foggiati, tra il 1900 e il 1907, da Carlo Alboretti riproducendo quelli della rocca di Torino, a sua volta improntata al castello di Fénis.
Alla morte del conte Bonoris, sopraggiunta il 19 dicembre 1923, il castello fu ereditato tramite testamento dal cugino Ercole Soncini di Brescia. Quest'ultimo vendette nel 1965 la proprietà ai Silenziosi operai della Croce che l'impiegarono per scopi religiosi e assistenziali. In occasione di alcuni lavori compiuti in via 25 aprile, nel mese di settembre del 1975, furono rinvenuti alcuni passaggi che univano la rocca alle mura. La torre più elevata del complesso subì gravi danni in luogo d'un incendio divampato nella notte tra il 3 e il 4 dicembre 1977. Nel 1996 è passato in proprietà al Comune di Montichiari.

## Il castello
Piano interrato
- ampia cucina, ispirata a quella del castello di Issogne

Piano terra
- sala delle armi (lato nord)
- sala da pranzo (lato est) il cui soffitto è ispirato al castello di Strambino, mentre nel fregio sottostante Giuseppe Rollini ha riproposto il "tema dei giullari" dell'antica osteria di Bussoleno
- cappella (lato sud) ispirata al castello di Issogne, sulla cui parete di fondo Giuseppe Rollini ha riprodotto la Salita al Calvario di Giacomo Jaquerio custodita nella sagrestia dell'abbazia di Sant'Antonio di Ranverso

Primo piano
- sala di rappresentanza (nord) riprende per dimensioni e personaggi raffigurati la sala baronale, altresì detta degli Spagnoli, del castello della Manta
- camera reale (est) con un letto a baldacchino e tappezzeria a fresco, ove è ripetuto il motto FERT dell'ordine supremo della Santissima Annunziata
- camera dei leoni (sud) deve il proprio nome alle raffigurazioni presenti sulla tappezzeria

Secondo piano
- stanze per gli ospiti
- stanze per il personale di servizio